# Shawn Phillips
Shawn Phillips (3 de febrero de 1943, Fort Worth, Texas) es un músico estadounidense de folk rock con influencia principalmente en los años 1960 y 1970 [cita requerida]. Es hijo del autor de novelas de espionaje Philip Atlee y sobrino del oficial de inteligencia David Atlee Phillips. La madre de Shawn falleció cuando él tenía trece años.
Phillips grabó más de quince álbumes y trabajó con, entre otros, los músicos Donovan, Paul Buckmaster, J. Peter Robinson, Joni Mitchell, Eric Clapton, Steve Winwood y Bernie Taupin. Su estilo musical comprende varios géneros tales el folk rock, el jazz, el rock progresivo, el pop e incluso el clásico, como lo demuestran las piezas Remedial Interruption y F Sharp Splendor del álbum Second Contribution. Este cantante-compositor ha sido descrito por el empresario Bill Graham como «el secreto mejor guardado en la industria de la música». Toca la guitarra y, cantando, posee un registro de más de cuatro octavas.

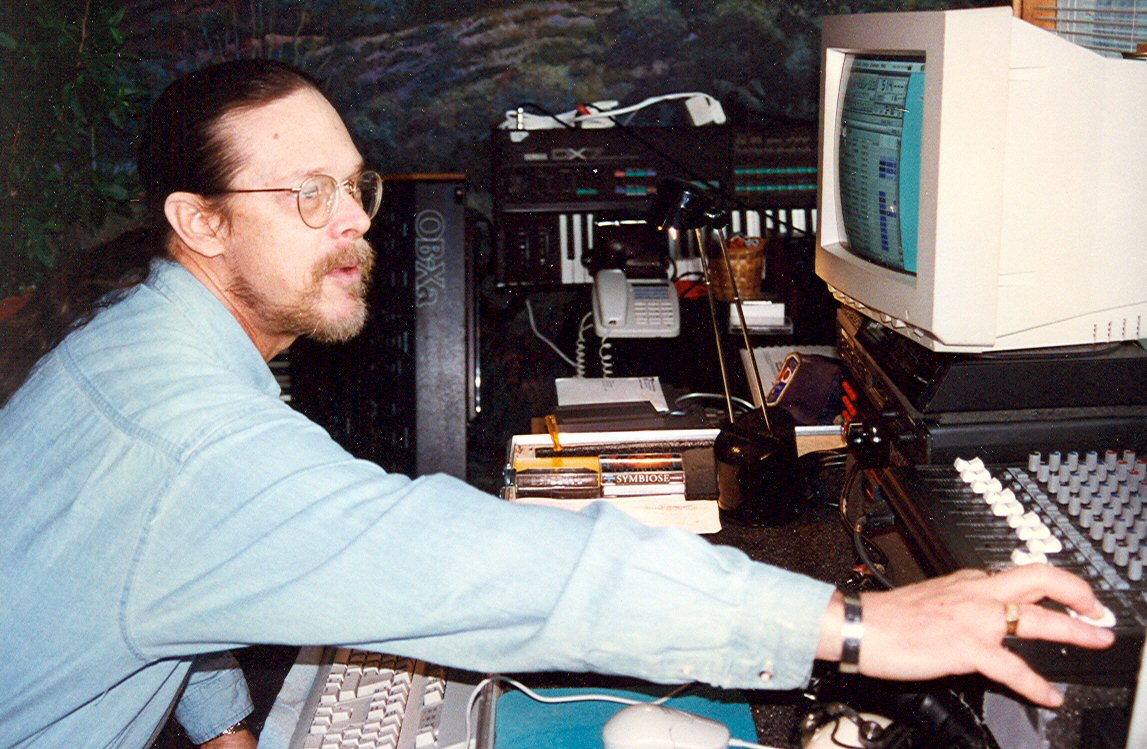
Shawn Phillips en su studio.

## Discografía

### Álbumes de estudio
- I'm A Loner (Capitol, 1964) - Reeditado bajo el título Favourite Things en 1965
- Shawn (Capitol - 1965) - Reeditado bajo el título First Impressions en 1966
- Contribution (A&M, 1970)
- Second Contribution (A&M, 1970) US #208
- Colaboration (A&M - 1971)
- Faces (A&M - 1972) US #57
- Bright White (A&M - 1973) US #72
- Furthermore (A&M - 1974), A&M Records US #50
- Do You Wonder (A&M - 1974) US #101
- Rumplestiltskin's Resolve (A&M, 1975) US #201
- Spaced (A&M - 1977)
- Transcendence (RCA/BMG, 1978)
- Beyond Here Be Dragons (Chameleon, 1983)
- The Truth If It Kills (Imagine, 1994)
- No Category (Fat Jack, 2002)
- Reflections (2012) - Edición limitada a 500 copias
- Perspectivss (2013) - Álbum doble
- Infinity (Varèse Sarabande, 2014; grabado en 1989)
- Continuance (2017)

### Álbumes en concierto
- Living Contribución (Sheer Sound, 2007)
- At The BBC (Hux Records, 2009)

### Compilaciones
- Best of Shawn Phillips (A&M, 1990) - Publicada en Canadá
- The Best of Shawn Phillips: The A&M Years (A&M, 1992)
- Another Contribución: Anthology (A&M, 1995)
- Contribution/Second Contribution (Gott Discs, 2004)